# پدیده (فیلم ۱۳۹۵)
پدیده فیلمی به کارگردانی علی احمدزاده به نویسندگی نازنین فراهانی محصول  سال ۱۳۹۵ است. سرنوشت این فیلم همچنان نامعلوم است. 